# Frindsbury Extra
Frindsbury Extra est une paroisse civile du Kent, en Angleterre.